# Cassumbe
Cassumbe, também grafada como Kassumbe, é uma vila e comuna angolana que se localiza na província do Bié, pertencente ao município do Andulo.